# 리크루트 사건
리크루트 사건(일본어: リクルート事件)은 1988년에 일어난 일본 최대의 정치 스캔들이다. 당시 다케시다 수상과 미야자와 대장상 등 각료 3명의 사임으로 정계와 재계를 뒤흔들었다.

## 사건 개요
일본 정보산업회사인 리쿠르트사가 계열회사 리쿠르트 코스모스의 미공개 주식을 공개직전에 정·관·경제계의 유력 인사들에게 싸게 양도하여 공개 후에 부당 이익을 보게 함으로써 사실상의 뇌물을 공여한 사건이다. 1986년 9월, 당시 수상이던 나카소네 야스히로를 비롯 다케시타 노보루·아베 신타로·미야자와 등 76명에게 뇌물성 리쿠르트 주식을 양도하였다.
이 뇌물증여 사건이 세상에 알려진 것은 1988년 6월 18일자 아사히 신문에 보도되면서이다. 그로 인하여 차기 총리 후보였던 미야자와 대장상은 관련 사실을 완강히 부인하다가 언론의 집요한 추적에 굴복, 그해 12월에 사임하였다. 아베, 나카소네 등 정계 거물들의 관련 사실이 폭로되면서 다케시다 수상의 관련 사실도 밝혀졌다. 따라서 1989년 4월 여론의 줄기찬 비판을 받은 다케시다 수상이 사임하고 정계 막후 실력자 나카소네 야스히로 전 총리가 자유민주당을 탈당하기에 이르는 등 일본 사회에 큰 파란을 몰고 왔다.

## 영향
리크루트 사건 이후 일본 정계의 정경유착을 끊으려는 움직임이 활발해졌다. 선거제도 개혁이나 정치 헌금 규제를 강화하는 쪽으로 정치자금 규정법 개정이 잇따라 1994년 개혁 법안이 국회에서 통과됐다. 관련 정치인들은 사건이 잠잠해지자 정치 무대에 복귀했다.

## 사건 일지
- 1988년 6월 - 리크루트 주식 양도 의혹 최초 제기.
- 1989년 2월 - 에조에 히로마사 리크루트 회장 구속.
- 1989년 4월 - 다케시타 내각 퇴진, 나카소네 야스히로 전 총리 자민당 탈당.
- 1994년 - 정치 헌금 규제 강화한 개혁 법안 국회 통과.
- 1997년 3월 - 후지나미 다카오 전 관방상 징역 3년 추징금 4270만엔 유죄 판결.
- 2000년 6월 - 다케시타 노보루 사망.